# Единый демократический отечественный фронт
Единый демократический отечественный фронт КНДР (ЕДОФ, кор. 조국통일민주주의전선?, 祖國統一民主主義戰線?) — коалиция патриотических партий и общественно-политических организаций, объединявшая все партии и общественные организации КНДР.
Единый демократический отечественный фронт был создан 22 июля 1946 года. Инициатором его создания выступило командование советских войск в Северной Корее.
На Учредительном съезде ЕДОФ, прошедшем в Пхеньяне 25—28 июня 1949 года, было представлено свыше 70 политических партий и общественных организаций Северной и Южной Кореи. «Руководящая и направляющая сила» ЕДОФ — Трудовая партия Кореи. В период Корейской войны 1950—53 годов ЕДОФ выступал против «агрессии иностранных войск под эгидой ООН», в защиту КНДР.
В программе ЕДОФ были отражены задачи «антиимпериалистической национально-освободительной революции». Фронт выступала за вывод американских войск из Южной Кореи, мирное объединение страны, осуществление социально-экономических преобразований. Фронт являлся инициатором ряда проектов объединения Кореи.

ЕДОФ объединяла все политические партии страны (Трудовая партия Кореи, Социал-демократическая партия Кореи, Партия молодых друзей небесного пути), общественные организации и творческие союзы (Социалистический союз патриотической молодёжи, Социалистический союз женщин Кореи, корейский Красный крест). Задачи ЕДОФ — 
независимо от профессии, пола, вероисповедания и партийной принадлежности крепко сплачивать вокруг великого руководителя Ким Чен Ира на основе рабоче-крестьянского союза все патриотические, демократические силы, которые стремятся к свободе и независимости Родины, активно защищать и широко пропагандировать намеченную им революционную линию и курс на самостоятельное и мирное объединение страны, активно организовать и мобилизовать широкие массы на общенациональную борьбу за претворение их в жизнь.
23 марта 2024 года на заседании Центрального Комитета Единого Демократического Отечественного фронта (ЕДОФ) было принято решение, что в условиях, когда Республика Корея объявила КНДР её «главным врагом» и путь мирного объединения Кореи не достигаем, официально распустить ЦК ЕДОФ.